# Sphaeria graminicola
Sphaeria graminicola är en svampart som beskrevs av Haller 1768. Sphaeria graminicola ingår i släktet Sphaeria och familjen kolkärnsvampar.   Inga underarter finns listade i Catalogue of Life.